# Mijhirea, Dîkanka
Mijhirea (în ucraineană Міжгір'я) este un sat în comuna Ceapaievka din raionul Dîkanka, regiunea Poltava, Ucraina.

## Demografie
Componența lingvistică a localității Mijhirea
     Ucraineană (100%)
Conform recensământului din 2001, toată populația localității Mijhirea era vorbitoare de ucraineană (100%).